# الجرشة (مأرب)
الجرشه هي إحدى قرى الجمهورية اليمنية. وهي تتبع جغرافيًا لمحافظة مأرب. وإداريًا لمديرية الجوبة. يبلغ تعداد سكانها 2473 نسمة حسب الإحصاء الذي أجري عام 2004.